# Rakhat Aliev
Pour les articles homonymes, voir Aliev (homonymie).
Rakhat Aliev ou Rakhat Aliyev (kazakh : Рахат Мұхтарұлы Әлиев) est un homme politique, homme d'affaires et diplomate kazakh puis maltais né le 10 décembre 1962 à Alma-Ata, et mort à Vienne (Autriche), le 24 février 2015. Il est également l’ancien gendre de Noursoultan Nazarbaïev (président de la République socialiste kazakhe de 1984 à 1989 puis président du Kazakhstan de 1990 à 2019).
En 2007, Rakhat Aliev est accusé d'extorsion de fonds et d'enlèvement au Kazakhstan. Il est condamné à 20 ans de prison par contumace début 2008.

## Carrière
Rakhat Aliev est né dans une famille kazakhe aisée et proche des sphères du pouvoir. Son père, Moukhtar Aliev, fut ministre de la Santé du gouvernement de la République socialiste soviétique kazakhe de 1982 à 1987.
Rakhat Aliev s'est d'abord destiné à une carrière médicale mais après son mariage en 1991 avec Dariga Nazarbaïeva, la fille aînée de Noursoultan Nazarbaïev, il s'engage dans des voies plus lucratives, les affaires et les services publics.
Pendant les années 1990, Rakhat Aliev occupe plusieurs postes haut placés au sein de l’État. Il dirigé la police financière entre 1997 et 1999. Il est également premier vice-président de la Commission de sécurité nationale kazakhe (KNB, services secrets kazakhs) et occupe le poste de vice-ministre des Affaires étrangères en 2005 et 2006. Il a été nommé ambassadeur du Kazakhstan à Vienne à deux reprises : il a été en poste dans la capitale autrichienne de 2002 à 2005 et au début de l'année 2007, avant son inculpation.
Parallèlement, Rakhat Aliev bénéficie des privatisations consécutives à l'indépendance, obtenant notamment le contrôle de la chaîne de télévision KTK et du journal Karavan. Il était par ailleurs actionnaire de la Nourbank (l’une des principales banques kazakhes) et membre de son conseil d'administration avant ses démêlés judiciaires.
Le 9 février 2007, Rakhat Aliev est nommé ambassadeur du Kazakhstan en Autriche (pour la deuxième fois de sa carrière) et représentant permanent de l'OSCE à Vienne. Le 27 mai 2007, il est destitué de ce poste. Peu après, il est la cible d'un mandat d'arrêt prononcé par la justice kazakh.

## L'affaire de la Nourbank

### Accusations
Le 31 janvier 2007, un employé et deux hauts dirigeants de la Nourbank sont enlevés à Astana. Rakhat Aliev siégeait au conseil d'administration de la cette banque et, après plusieurs mois d'enquête, les suspicions se tournent vers lui. En effet, des proches des personnes disparues auraient affirmé que « M. Aliev avait organisé le rapt dans le but de forcer les deux dirigeants à faire de lui le propriétaire de l’immeuble dans lequel est établi le siège social de la Banque ». Il est également question de falsification de compte au profit d'Aliev.
À la fin du mois de mai, la fermeture de la chaîne de télévision KTK et du journal Karavan, qui appartiennent à Aliev, est imposée par la justice pour violations de la loi kazakhe sur les langues. Quelques jours plus tard, le 26 mai 2007, Noursoultan Nazarbaïev destitue officiellement son gendre de ses postes de représentation à Vienne. Le divorce d'avec Dariga Nazarbaïeva, la fille du chef de l’État, est prononcé en juin. Aliev a affirmé ne pas avoir été entretenu de la procédure. Il a également déclaré que Dariga Nazarbaïeva avait agi sous la pression de son père.
Dès la levée de son immunité diplomatique, Rakhat Aliev est la cible d'un mandat d'arrêt délivré par les autorités kazakhes, et son extradition est demandée à l'Autriche pour des motifs liés aux enlèvements de janvier. Le 1er juin 2007, il est arrêté par la police autrichienne. Mais en août, la Cour fédérale autrichienne refuse la demande kazakhe, déclarant que Rakhat Aliev n'est pas sûr de bénéficier d'un procès équitable au Kazakhstan.

### Le procès
Depuis l'Autriche, Rakhat Aliev déclare que son inculpation présente un caractère politique. Il dit notamment avoir renseigné Nazarbaïev de son intention de se présenter à l’élection présidentielle de 2012 ; Nazarbaïev n'aurait pas accepté cette prétention. D'autres motivations peuvent naître ailleurs : Rakhat Aliev s'est opposé à la réforme constitutionnelle de juin 2007 et, déjà au début des années 2000, il avait été soupçonné de fomenter la disgrâce de son beau-père.
Après avoir fait une demande fructueuse d'asile politique en Autriche, Aliev déménage à Malte qui refuse également son extradition et obtient la nationalité.
Après son inculpation, les médias étrangers s'emparent de l'affaire et Aliev bénéficie d'un accès aux médias pour justifier de son innocence.
En novembre 2007, à Almaty, s'ouvre son procès par contumace. Les chefs d'accusation sont notamment enlèvement, blanchiment d’argent, violences et homicide. En janvier 2008, il est condamné par le tribunal d'Almaty à vingt ans de prison pour les enlèvements de la Nurbank. Cette peine s'additionne à une autre de vingt ans elle aussi et par contumace également, arrêtée pour « tentative de coup d’État ».

## L'exil autrichien

### Aliev recherché par les autorités kazakhes
L'Autriche est restée sur sa position de refus face à la demande d'extradition kazakhe. Toutefois, la justice autrichienne procède à des auditions de témoins accusant M. Aliev en janvier 2009.
En février 2009, le quotidien Standard (Belgique) annonce  qu'Aliev, dont la justice autrichienne a officiellement perdu la trace, vivrait en Autriche sous protection policière. Toujours en février 2009, le ministère de l'Intérieur autrichien suspend de leurs fonctions deux agents de police, « accusés d'avoir cherché illégalement à connaître le lieu de résidence d'Aliev sur la base de données policières EKIS ».

### The Godfather-in-law: le livre d'Aliev est interdit au Kazakhstan
En 2009, le livre de Rakhat Aliev The Godfather-in-law est mis à l'index par le parquet général du Kazakhstan. L'ouvrage révèle les stratégies politiques et financières, les mœurs du président Noursoultan Nazarbaïev ainsi que des informations sur les forces spéciales kazakhes. Les autorités judiciaires kazakhes déclarent que l'ouvrage « dévoile des secrets d'État ».

## Décès
Le 24 février 2015, il est retrouvé pendu dans les sanitaires de sa cellule à la prison viennoise où il était emprisonné en attendant son procès. Ses avocats déclarent considérer le décès comme suspect et l'un d'entre eux demande « une enquête détaillée » sur les causes du décès. Il sera finalement prouvé, en 2017, qu'il s'agissait d'un suicide.